# Stazione di Adogawa
La stazione di Adogawa (安曇川駅?, Adogawa-eki) è una stazione ferroviaria della città di Takashima, nella prefettura di Shiga in Giappone. La stazione è gestita dalla JR West e serve la linea Kosei sulla sponda occidentale del lago Biwa.

## Linee
JR West
■ Linea Kosei

## Struttura
La stazione è costituita da due marciapiedi a isola con 2 binari su viadotto. 
Per quanto riguarda il traffico, per tutto il giorno alla stazione fermano circa 2 treni all'ora (fra cui un Rapido Speciale).
| 1-2 | ■ Linea Kosei | per Ōmi-Imazu e Tsuruga      |
| 3-4 | ■ Linea Kosei | per Yamashina, Kyoto e Ōsaka |

## Stazioni adiacenti
| «             | Servizio      | »           |
| Linea Kosei   | Linea Kosei   | Linea Kosei |
| ------------- | ------------- | ----------- |
| Ōmi-Takashima | Tutti i treni | Shin-Asahi  |